# Scaphiopus hurterii
Scaphiopus hurterii — вид бесхвостых земноводных (Anura). встречается на юге центральной части США (Техас, Луизиана, Арканзас, Оклахома). Его ареал может простираться до соседней северной Мексики. Когда-то Scaphiopus hurterii классифицировали как подвид Лопатоног Холбрука (Scaphiopus holbrookii), но ему был предоставлен статус отдельного вида. Видовое название humterii присвоено в честь швейцарско-американского натуралиста и куратора Академии наук Сент-Луиса John Kern Strecker.

## Места обитания
Встречается в районах с песчаными, гравийными или мягкими, легкими почвами в лесистой или безлесной местности, в песчаных открытых лесах и саваннах, а также в мескитовых кустарниках. В периоды покоя зарывается под землю. Размножение происходит во временных лужах, образованных сильными дождями.